# Pflegamt Abenberg

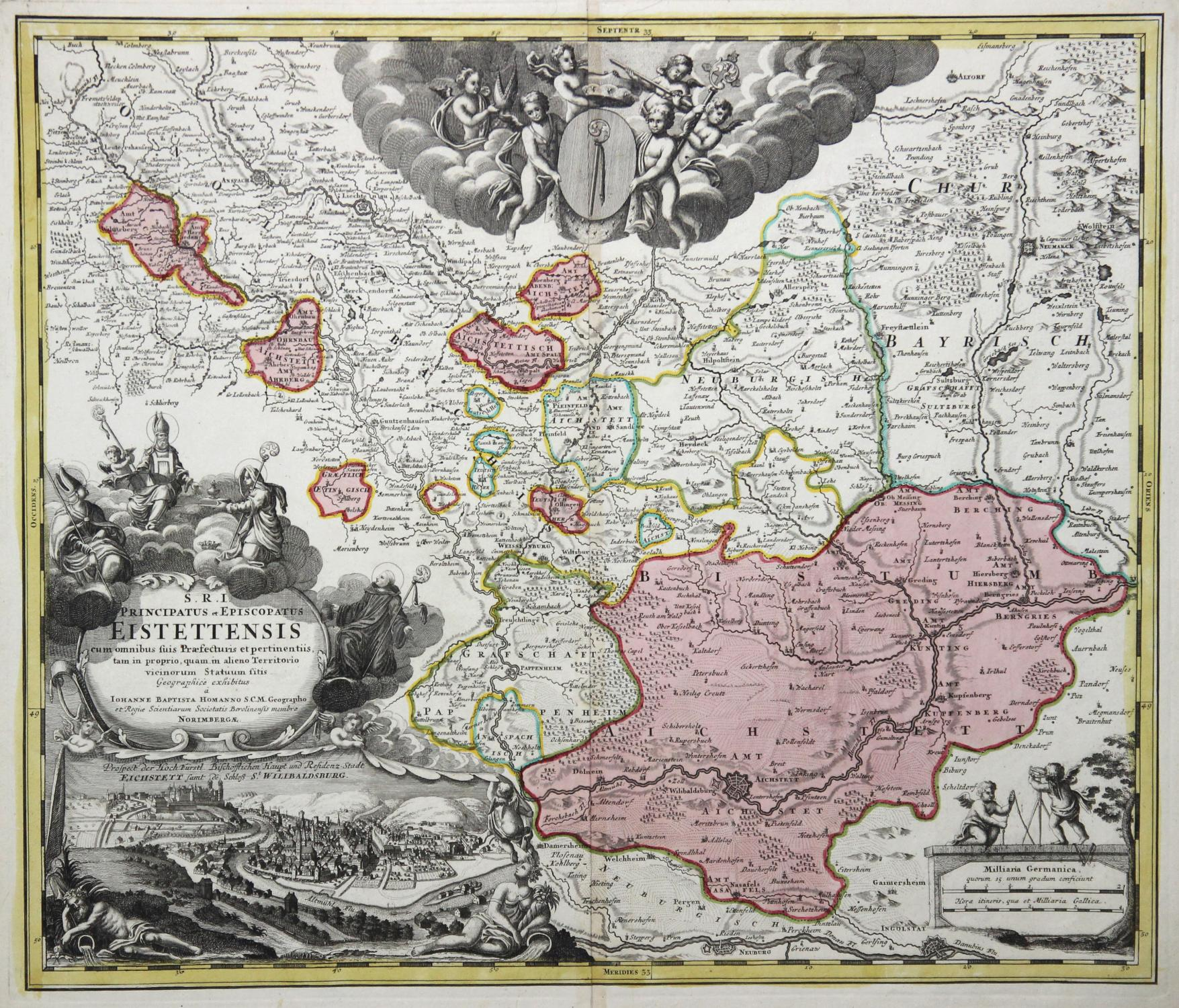
Karte des Hochstifts Eichstätt um 1717

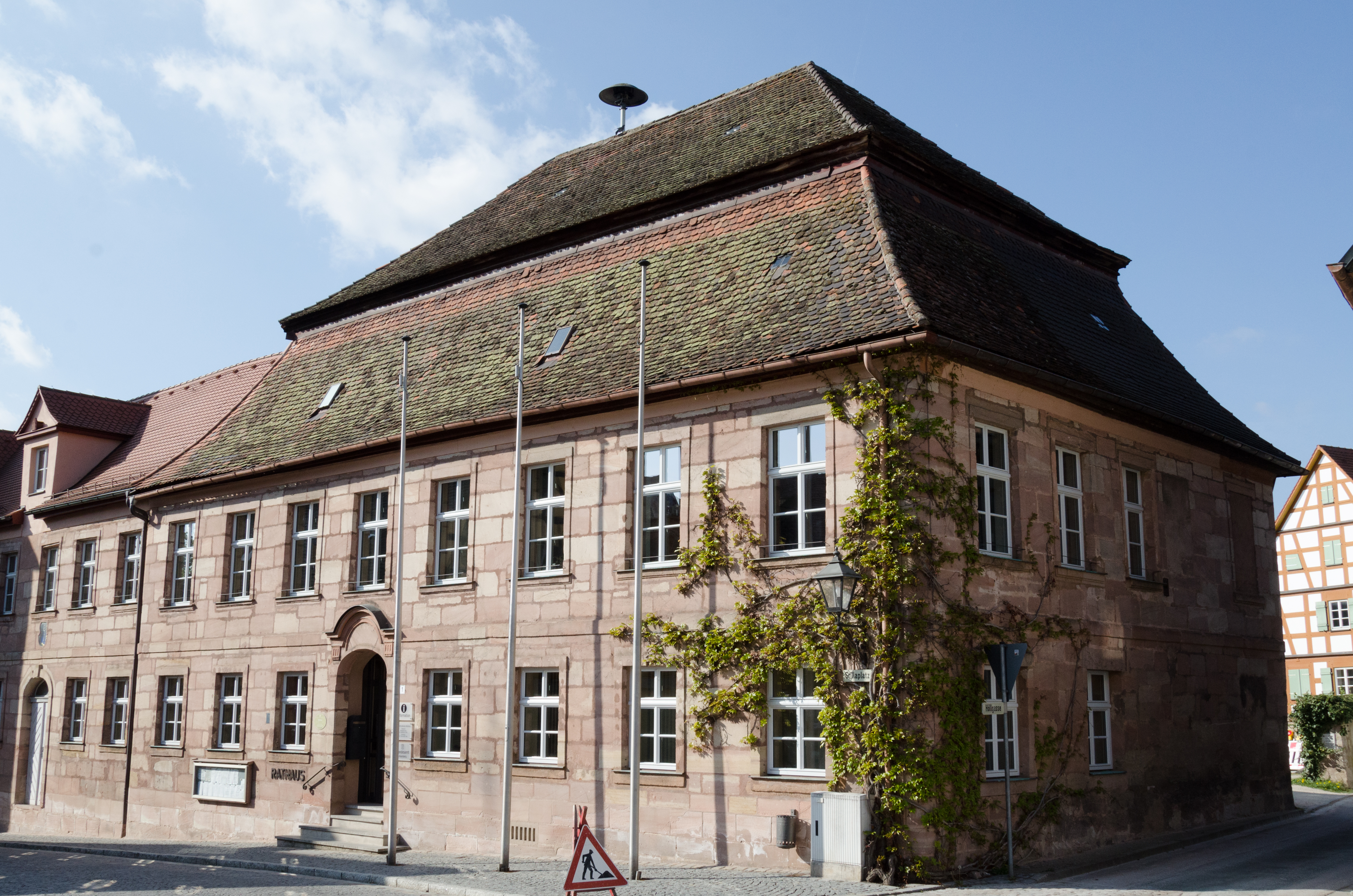
Amtssitz des Pflegamts, heute Rathaus

Das Pflegamt Abenberg war ein Amtsbezirk des Hochstifts Eichstätt mit Sitz in Abenberg. Es wurde 1356 eingerichtet, nachdem der Ort 1296 an das Hochstift gelangt war. Der Pfleger war der oberste Beamte für den gesamten Besitz des Hochstifts in seinem Amtsbezirk. 
In den Jahren 1743/44 wurde unter der Leitung von Gabriel de Gabrieli der Neubau für das Pflegamt errichtet. Das Gebäude direkt neben dem Oberen Tor wird heute als Rathaus genutzt.
Gegen Ende des 18. Jahrhunderts lässt sich das Pflegamt Abenberg folgendermaßen beschreiben:
Die Landesherrschaft (Hochgericht, Niedergericht außerhalb des Etters, Kirchenhoheit, Steuerhoheit u. a.) erstreckte sich über Abenberg, Asbach (strittig mit Oberamt Roth), Bechhofen, Kleinabenberg, Louisenau, Marienburg, Obersteinbach ob Gmünd und Schnepfenmühle. Die Dorf- und Gemeindeherrschaft hatte es in Brunn, Dechendorf (strittig mit Oberamt Schwabach), Kettersbach, Lanzendorf, Leipersloh, Moosbach und Veitsaurach inne. Diese berechtigte sie zum Niedergericht innerhalb des Etters. Das Hochgericht übte jedoch das Oberamt Schwabach (Dechendorf) bzw. das Kasten- und Stadtvogteiamt Windsbach (übrige Orte) aus.
Die Grundherrschaften wurden vom Kastenamt Abenberg verwaltet (in Klammern ist die Zahl der Anwesen angegeben):
- Unmittelbar: Abenberg (165), Aurau (1), Bechhofen (10), Beerbach (1), Breitenlohe (5), Dechendorf (5), Gaulnhofen (1), Georgensgmünd (5), Hauslach (2), Kapsdorf (3), Kauernhofen (1), Kleinabenberg (6), Louisenau (3), Neumühle (1), Obersteinbach ob Gmünd (8), Prünst (1), Rittersbach (1), Rohr (1), Schnepfenmühle (1).
- Mittelbar: Augustiner-Chorfrauenstift Marienburg: Asbach (1), Haag (1), Marienburg (1), Massendorf (1), Neuses bei Windsbach (1), Oberbreitenlohe (2),[2] Wernsbach (1); Pfarrkirche Abenberg: Hergersbach, Untereschenbach, Unterreichenbach, Untersteinbach ob Gmünd.

In einigen Orten waren auch Fremdherren begütert.
Das Pflegamt Abenberg wurde zugunsten Bayerns 1803 säkularisiert und fiel im selben Jahr an den Gunzenhäuser Kreis des Fürstentums Ansbach (Hauptlandesvergleich Bayern/Preußen), mit welchem es 1806 (Vertrag von Paris) endgültig durch Tausch an das Königreich Bayern gelangte.